# Schwimmhaus

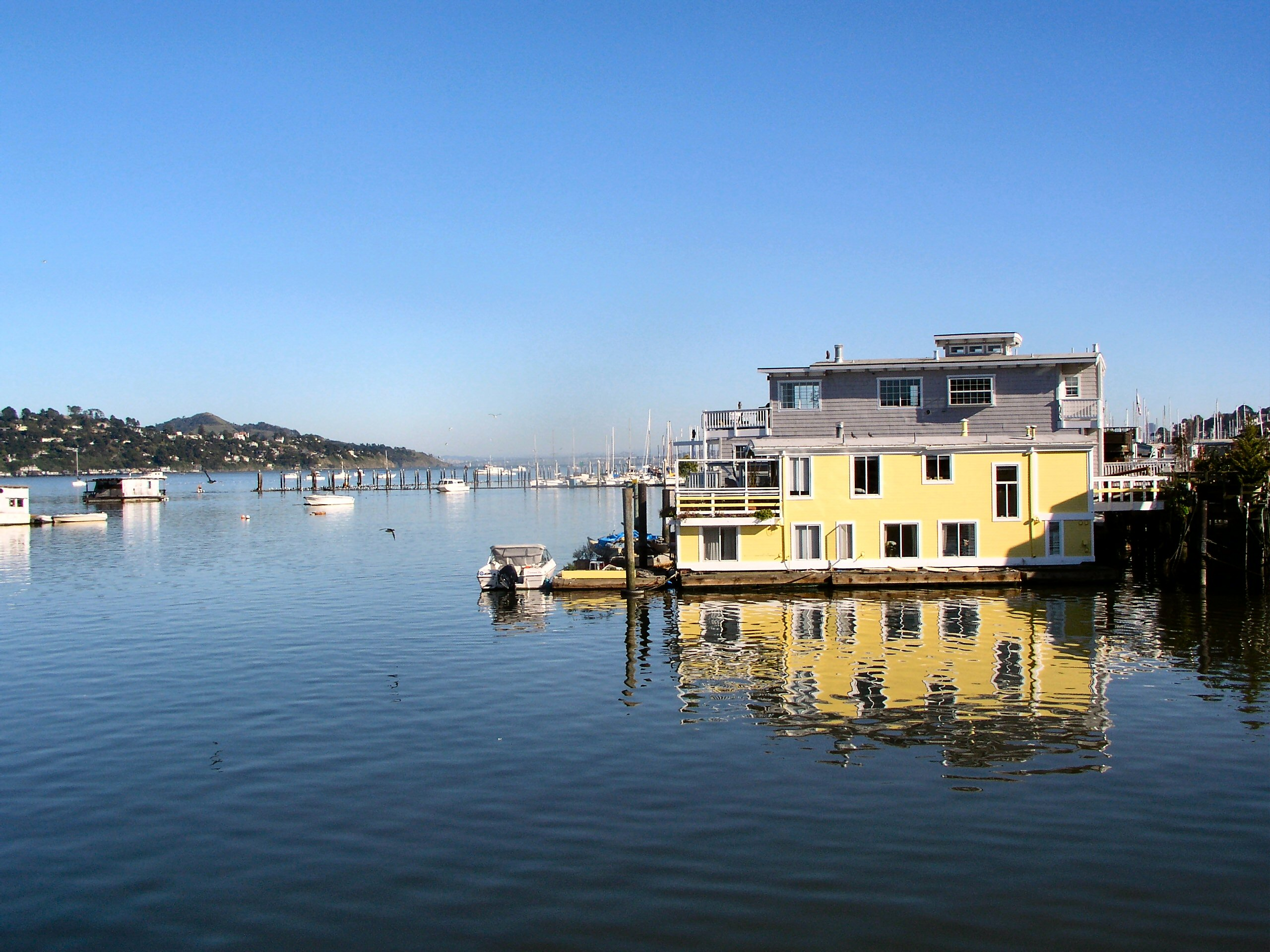
Schwimmendes Wohnhaus in Sausalito bei San Francisco

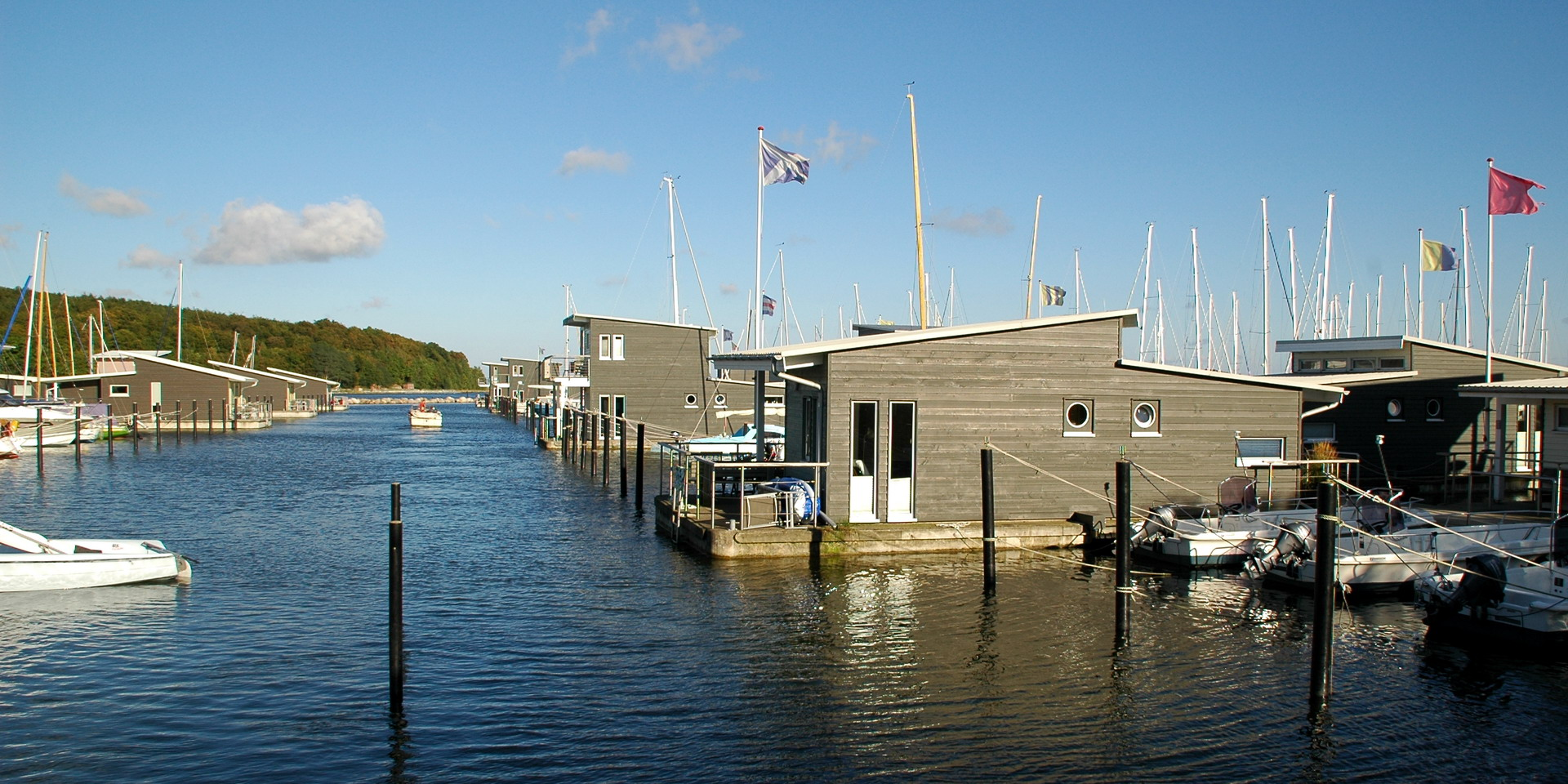
Schwimmende Ferienhäuser in Lauterbach auf Rügen

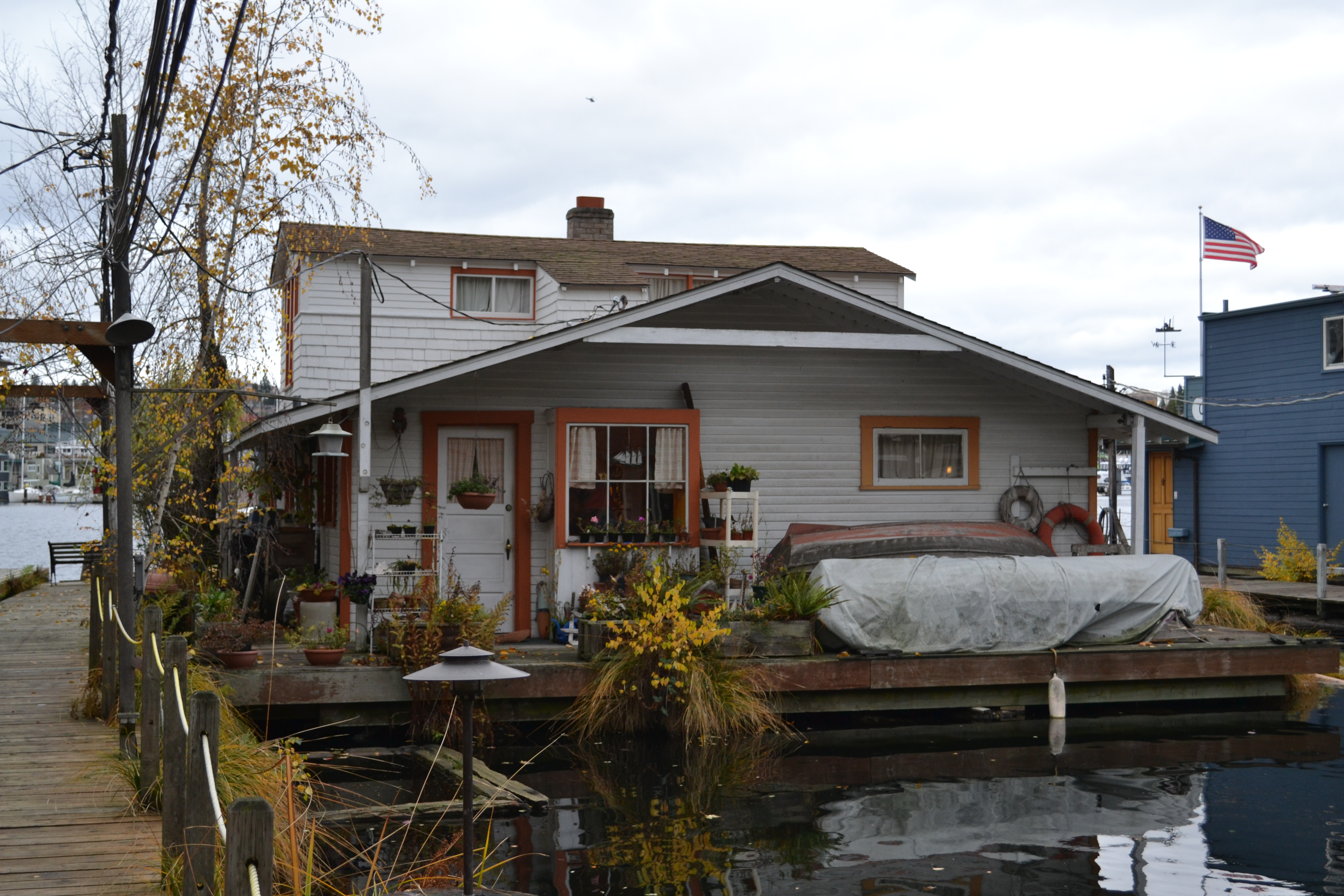
Seattles ältestes Schwimmhaus (gebaut vor 1912)

Ein Schwimmhaus ist ein Wohngebäude oder Ferienhaus, das auf einem Ponton gebaut wurde und auf dem Wasser schwimmend an einem Ort fest verankert liegt. Es hat im Gegensatz zu einem Wohnschiff, Wohnboot oder Hausboot keinen Schiffsrumpf, keinen eigenen Antrieb und ist im Regelfall nicht autonom, sondern durch flexiblen Leitungen dauerhaft mit dem Strom-, Wasser- und Abwassernetz verbunden.
Die Grenzen zum Wohnschiff und Wohnboot sind allerdings fließend, da auch diese auf oder in fahrfähigen Schiffsrümpfen gebauten Behausungen oft fest verankert werden und zum Beispiel in Amsterdam mit dem öffentlichen Versorgungsnetz verbunden bleiben und oft keinen funktionsfähigen Motor mehr besitzen.
Umgangssprachlich wird im Deutschen unabhängig von der Bauweise und Fahrfähigkeit meist von Hausbooten gesprochen. Die mobilen und motorisierten Kabinenkreuzer, die zum Beispiel auf der Mecklenburgischen Seenplatte oder den Lausitzer Seen an Urlauber vermietet werden, unterliegen hierzulande aber anderen rechtlichen Regeln, besonders was die Entsorgung von Abwässern und die verkehrsrechtliche Zulassung als Schiff oder Sportboot betrifft. Im amerikanisch-kanadischen Sprachgebrauch werden float houses ohne Antrieb von houseboats mit Motor unterschieden.

## Geschichte und Verbreitung

### Asien

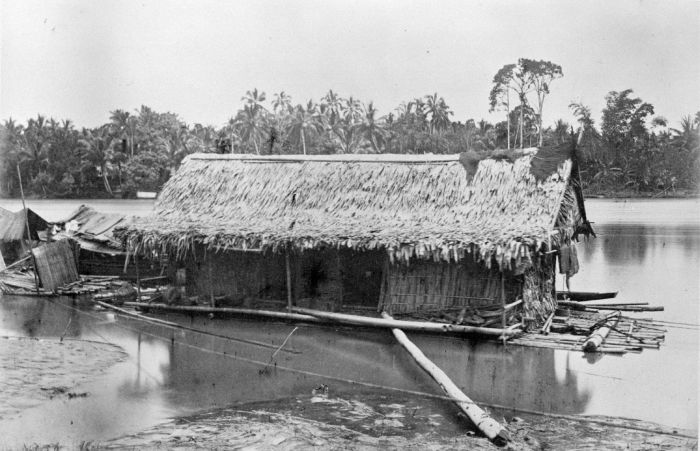
Schwimmhaus in Sumatra, um 1878

In Asien gibt es schon sehr lange schwimmende Siedlungen auf Flößen, zum Beispiel in Vietnam in der Ha-Long-Bucht und in Châu Đốc an der Grenze zu Kambodscha. Auf dem See Tonlé Sap in Kambodscha liegen die schwimmenden Dörfer Kompong Phluk und Kompong Khleang. In Hongkong und Macau wohnen viele Menschen in Dschunkensiedlungen, die jedoch aus ausgedienten Schiffen bestehen, welche fest miteinander verbunden sind. Einen Gegensatz dazu bildeten die luxuriösen Hotelschiffe auf dem Dal-See in Srinagar (Kaschmir, Indien), auf denen die englisch-indische Elite gerne ihre freien Tage verbrachte.

### Nordamerika

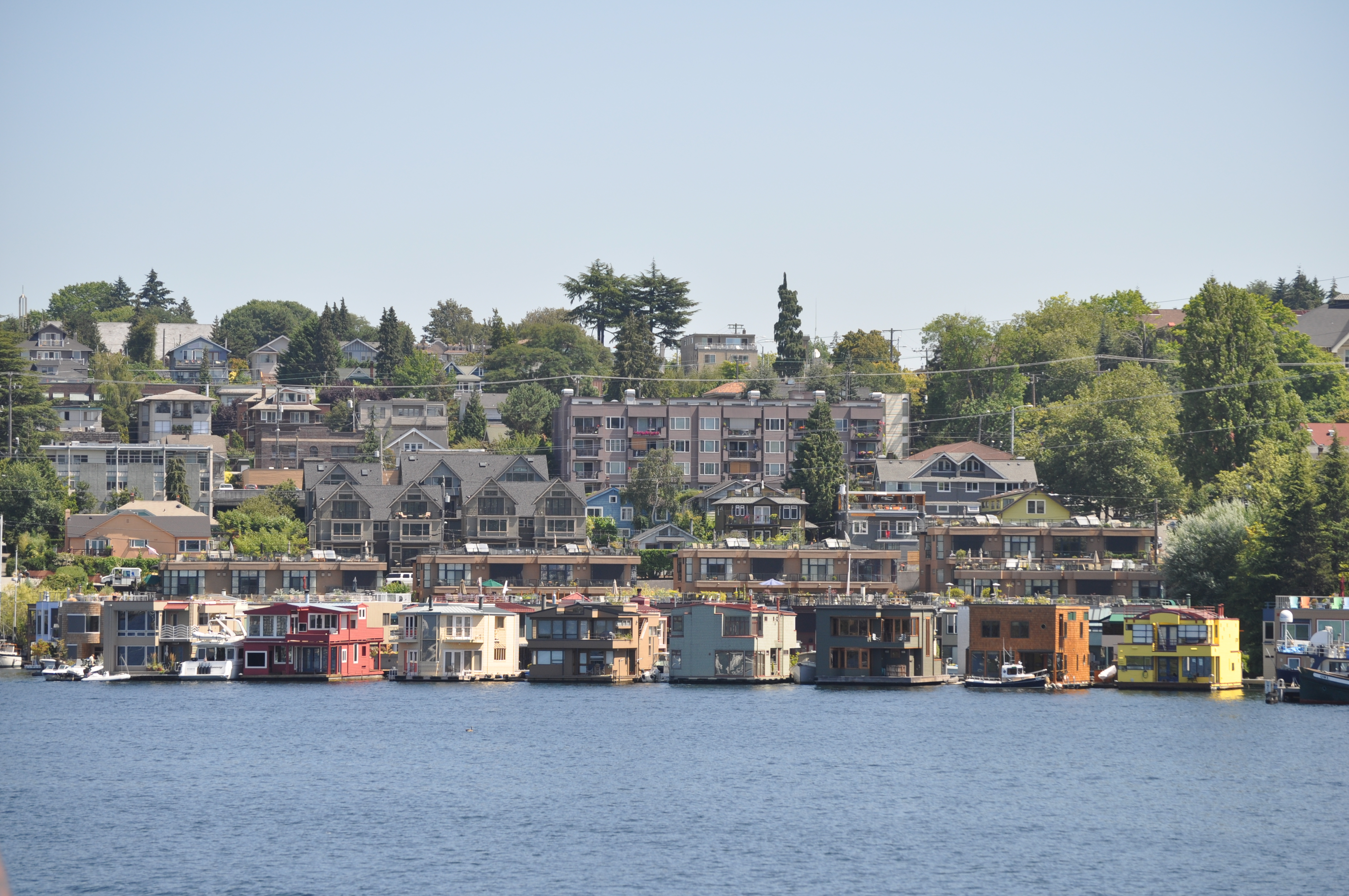
Schwimmhaussiedlung in Seattle

Auch in Sausalito in Kalifornien hatte die Oberschicht von San Francisco ihre Archen als Wochenendhäuser in der Richardson Bay, welche nach dem Erdbeben im Jahr 1906 auch als Notunterkünfte benutzt wurden. Daraus entwickelte sich eine der ersten heute noch bestehenden Houseboat communities, die Floating Homes Association. Hier entstanden in fünf Marinas auch größere schwimmende Häuser, zum Teil mit mehreren Stockwerken, die nicht mehr auf einen Schiffsrumpf passten.
In Florida mit seinen vielen Wasserwegen und auf den Florida Keys bis nach Key West wurden ebenfalls große Schwimmhäuser auf Pontons gebaut.
Eine der größten Ansammlungen von schwimmenden Häusern entstand seit 1908 in Seattle in der Portage Bay und auf dem Lake Union. 1200 Schwimmhäuser zählte die Gemeinde auf dem Höhepunkt dieser Entwicklung und 1980 wurden noch 445 gezählt. Außerdem gibt es Schwimmhäuser auf den Great Lakes in den Vereinigten Staaten und in Vancouver in Kanada.

### Europa

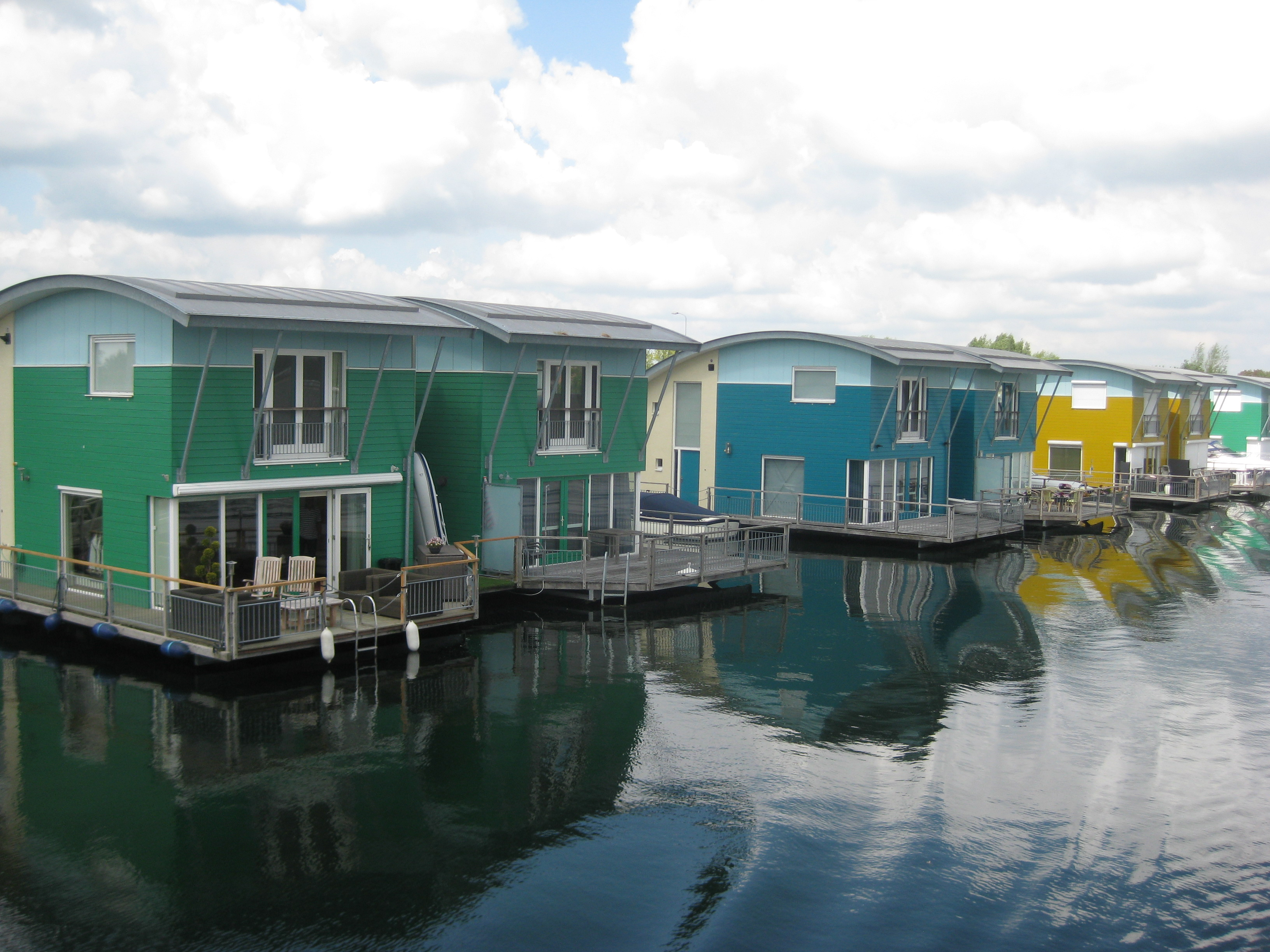
Schwimmhäuser in Maasbommel

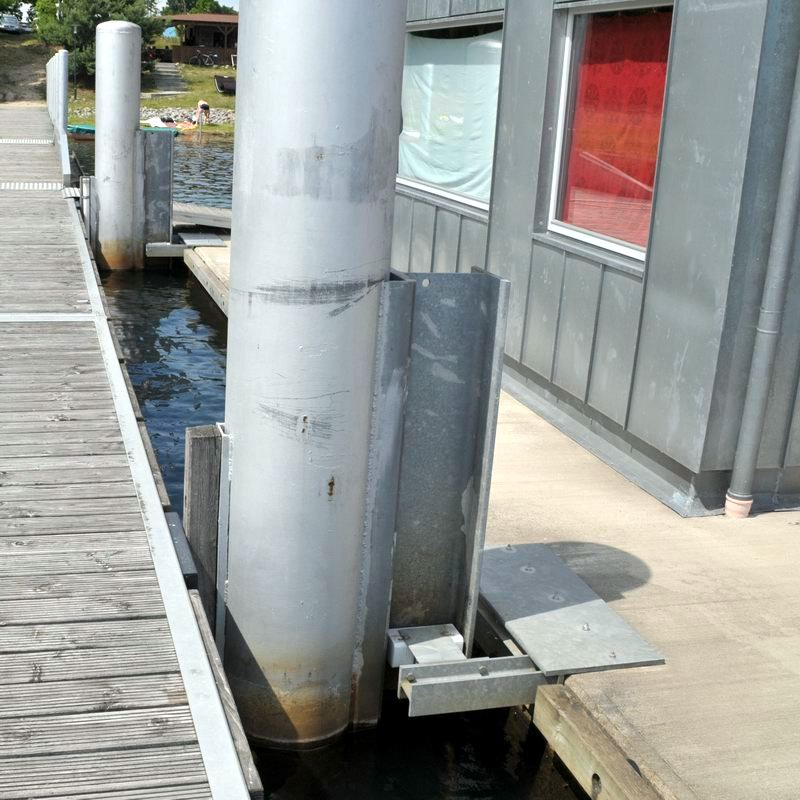
Schwimmende Aufhängung

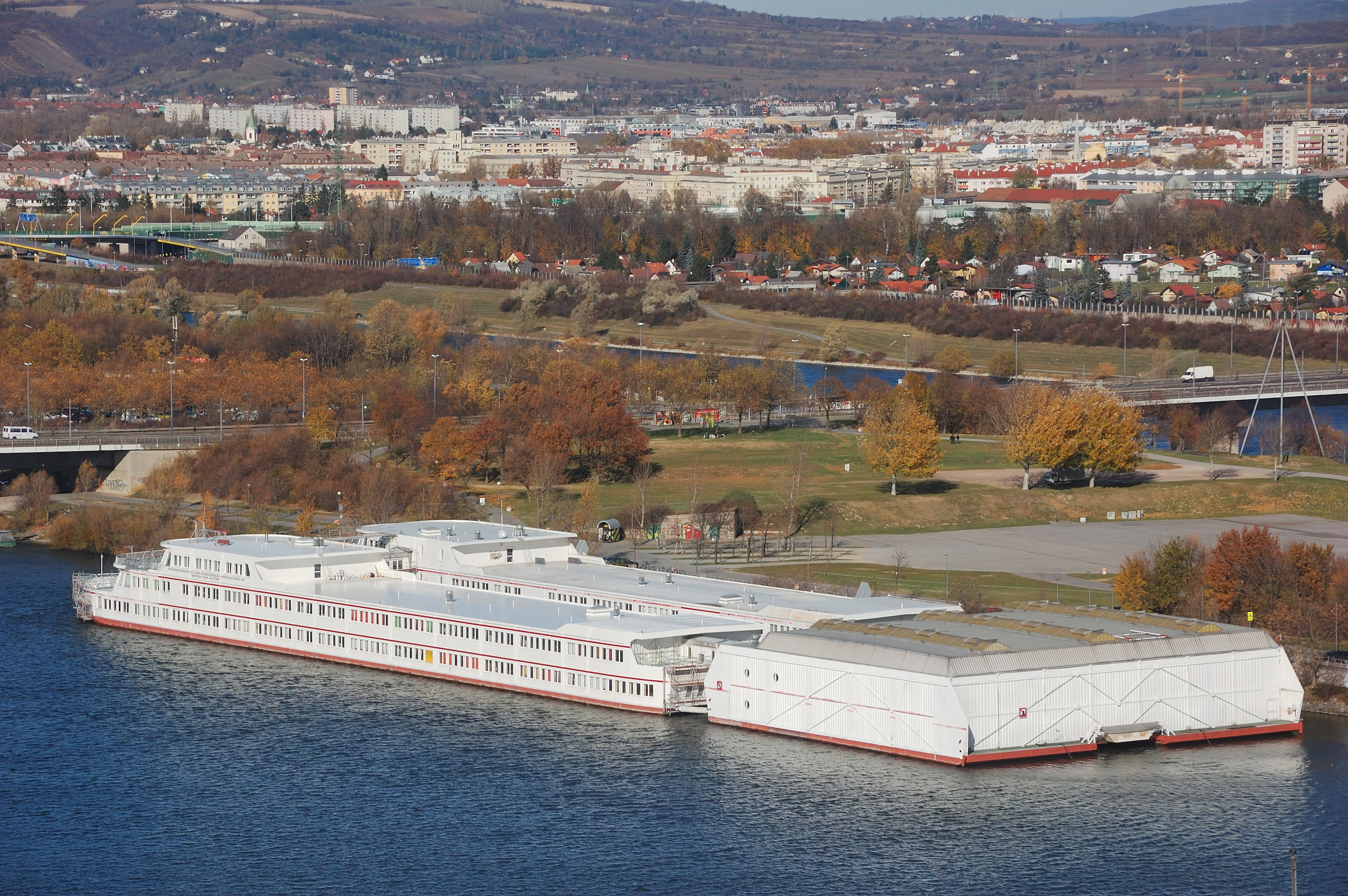
Gymnasium in Wien

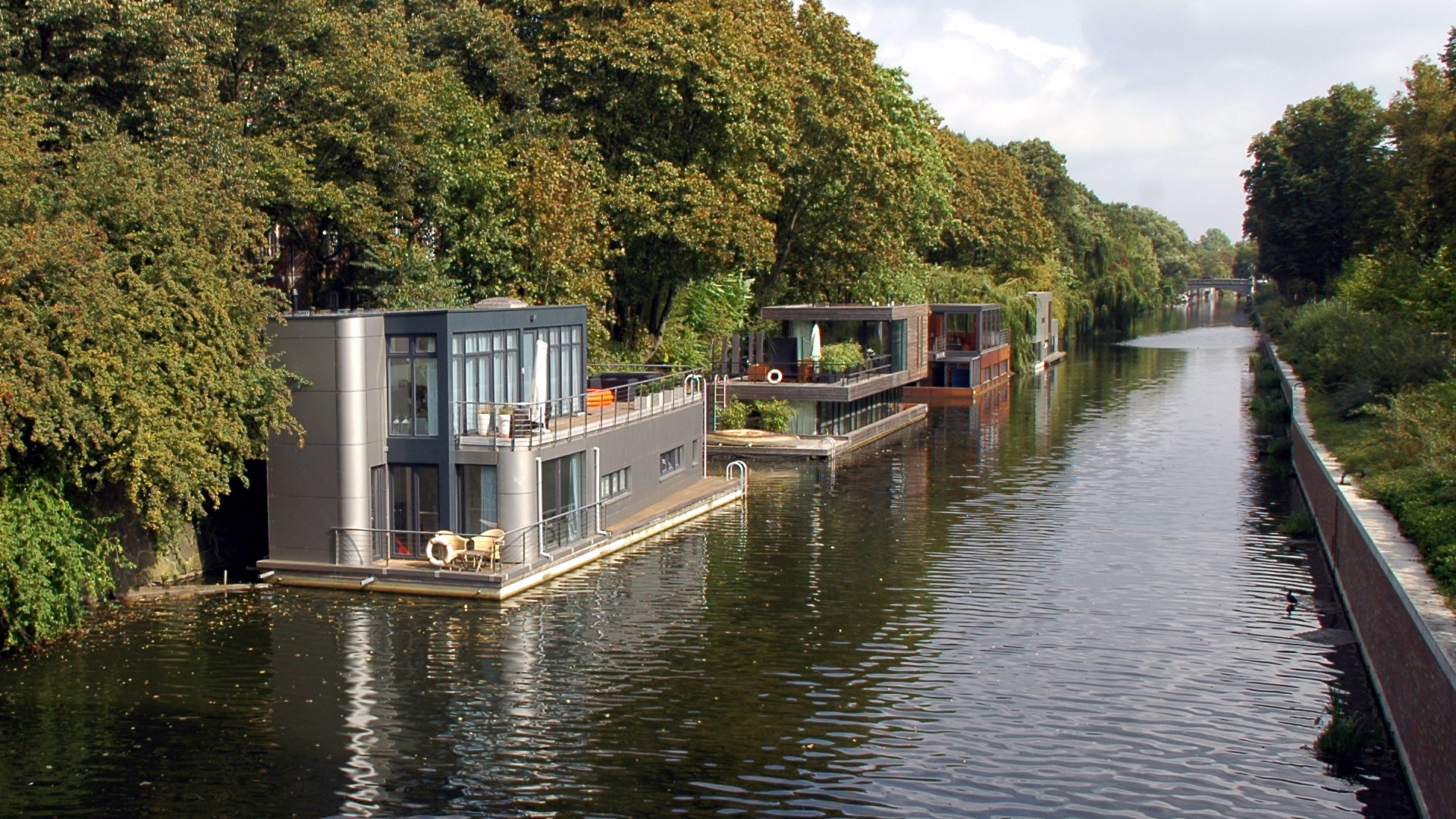
Eilbekkanal in Hamburg-Barmbek

In den Niederlanden mit ihrer einzigartigen Hausboottradition bauten einzelne Enthusiasten ihre Schwimmhäuser zwischen den Wohnbooten von Amsterdam.
Architekturprojekte in Poldern wurden initiiert, um die Hochwassersicherheit der teilweise unter dem Meeresspiegel gebauten Siedlungen im Falle einer Sturmflut zu verbessern. Man begann 1995 damit, Häuser auf dem Wasser auf wasserdichten Betonpontons zu bauen, die an fest verankerten Betonsäulen mit der Tide oder bei Sturmflut bis zu 5,50 m hoch aufschwimmen können. 2004 wurden in Maasbommel in der Provinz Gelderland 46 schwimmende Häuser gebaut.
In Schweden gibt es ein schwimmendes Hotel mit Unterwasserschlafzimmer. Außerdem schwimmt in Nacka die Schwimmhaussiedlung Marinstaden.
In Kopenhagen gibt es mehrere Liegefelder für Schwimmhäuser und Hausboote, zum Beispiel am Refshalevej.
In Wien wurde 1994 das schwimmende, aber flexibel mit dem Ufer verbundene Bertha-von-Suttner-Gymnasium mit 36 Klassen in Form zweier Schiffe und einer zusätzlichen Turnhalle neben der Donauinsel in Floridsdorf eingeweiht.
Die Stadt Hamburg vergab 10 Bauplätze in zwei Liegeplatzfeldern auf dem Eilbekkanal, auf die sich Architekten 2003 bewerben konnten, und entschied nach dem unerwarteten Ansturm darauf und den ersten erfolgreich umgesetzten Schwimmhausprojekten, weitere Liegeplatzfelder am Viktoriakai, Norderkai und Veringkanal anzubieten. Die Hansestadt schuf den Posten des Hausbootkoordinators des Fachamts Stadt- und Landschaftsplanung, damit die Antragsteller einen Ansprechpartner haben.
In Berlin sind im Sommer 2015 die Bauarbeiten für eine Schwimmhaussiedlung vor der Humboldtinsel am Tegeler Hafen in vollem Gang.
In Oldenburg haben zwei Designer ihr Schwimmhaus auf Birkensperrholzpontons mit Epoxidharzbeschichtung gebaut.
Auch auf den Seen des neu entstehenden Lausitzer Seenlandes in den gefluteten Braunkohletagebauen in Brandenburg entstanden schon 2006 erste Schwimmhäuser. Mit Stand Juni 2015 gibt es dort Schwimmhäuser auf dem Geierswalder See, auf dem Partwitzer See und auf dem Gräbendorfer See. Auf dem Großen Goitzschesee bei Bitterfeld schwimmt das erste von mehreren Schwimmhäusern, die dort, ähnlich wie am Geierswalder See, in einer Marina vor dem Schilfgürtel verankert werden.
In Lauterbach auf Rügen gibt es neben Ferienhäusern auf Pfählen auch eine schwimmende Ferienhaussiedlung auf Betonpontons an zwei langen schwimmenden Stegen, in der zu jedem der Häuser auch Bootsliegeplätze gehören. Auch im Hafendorf Wiek auf Rügen sind Schwimmhäuser zu mieten.

## Bauweise
Traditionell wurden in Vietnam, Thailand und Kambodscha schwimmende Siedlungen auf Flößen errichtet.

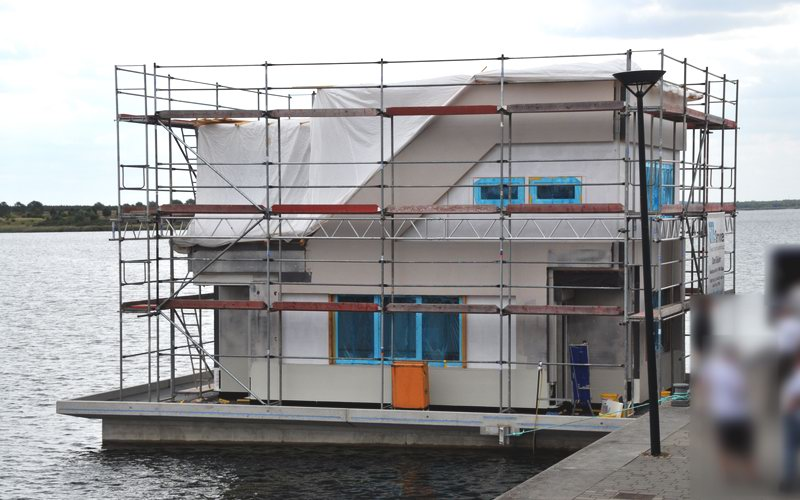
Neubau auf Betonponton auf der Goitzsche in Bitterfeld

Später wurden in den USA und Kanada die ersten Pontons als Schwimmkörper gebaut, um größere und breitere Grundrisse als auf Schiffsrümpfen verwirklichen zu können. Anfangs waren es Sperrholzpontons mit Epoxidharz-Überzug, die im Amateurbau leicht herzustellen waren, oder geschweißte Hohlkörper aus Stahl, die aber trotz Rostschutz auf Dauer Korrosionsprobleme haben.
Moderne Pontons aus seewasserfestem Aluminium (EN AW-AlMg4,5Mn0,7 oder EN AW-AlMg3) oder im Rotationsschmelzverfahren hergestellte Kunststoffschwimmkörper bieten heute die kostengünstige und langlebige Basis für den Leichtbau einer Hausplattform.
Solider, aber auch teurer sind wasserdichte Betonwannen mit 15 cm Wandstärke, auf denen ein Haus errichtet wird. Wegen des hohen Gewichtes von bis zu 120 t sind sie im Gegensatz zum Wohnschiff aus Holz oder Stahl und den kleineren Varianten jedoch nicht transportabel und nicht kranbar, bieten dafür aber größere Stabilität bei Wind und Wellen. Das Haus auf dem Ponton wird aus Gewichtsgründen meist in Holzrahmenbauweise gebaut. In Amsterdam gibt es zum Beispiel aber auch schwimmende Container-Hostels aus Stahlcontainern.

## Haustechnik

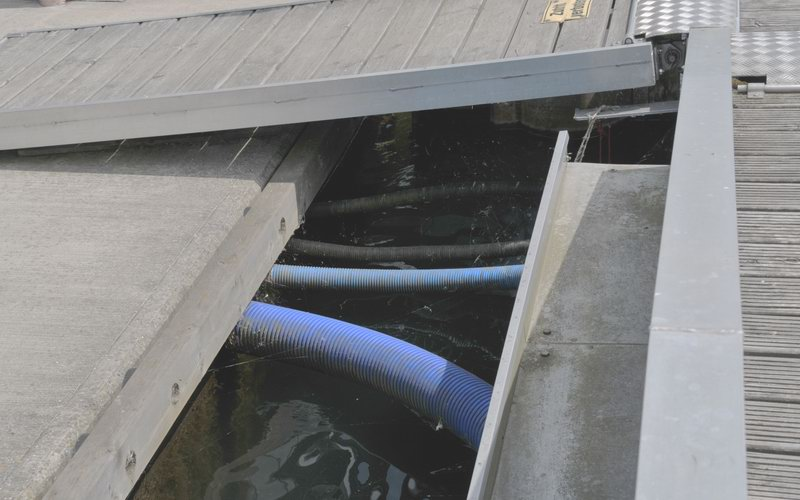
Flexible Versorgungsleitungen

Die Haustechnik in einem Schwimmhaus muss sich von der eines Hauses an Land nicht unterscheiden. Strom, Wasser, Gas und die Versorgung mit Telekommunikation laufen durch flexible Leitungen. Für die Entsorgung des Abwassers ist eine Hebeanlage notwendig. Ein Neubau bietet aber auch die Möglichkeit, innovative Haustechnik mit Solartechnik für Warmwasser, Heizung und Strom, Speicherbatterien, LED-Beleuchtung und Generator oder Brennstoffzellen einzusetzen, um die Abhängigkeit von externer Versorgung zu verringern.
In vielen Ländern wird traditionell mit Gas gekocht, auch die Versorgung des Herdes mit Gasflaschen ist hier möglich. Eine Wärmepumpenheizung zur Gewinnung der Heizenergie aus dem Gewässer bietet sich an, wenn das Haus gut wärmegedämmt ist. Ölheizung ist aus wasserrechtlicher Sicht wegen des Risikos bei der Lagerung des Heizöls nicht genehmigungsfähig. Der Einsatz von Kleinkläranlagen zur Abwasserreinigung ist in Deutschland nicht zugelassen, auch wenn das an Land inzwischen für viele Häuser vorgeschrieben ist, die nicht an die Kanalisation angeschlossen werden können.
In Kiel wurde schon im Jahr 2005 am Prieser Strand ein schwimmendes Haus zu Wasser gelassen, mit dem die Kombination innovativer Haustechnik mit traditionellen Bauweisen erforscht wird.

## Vor- und Nachteile

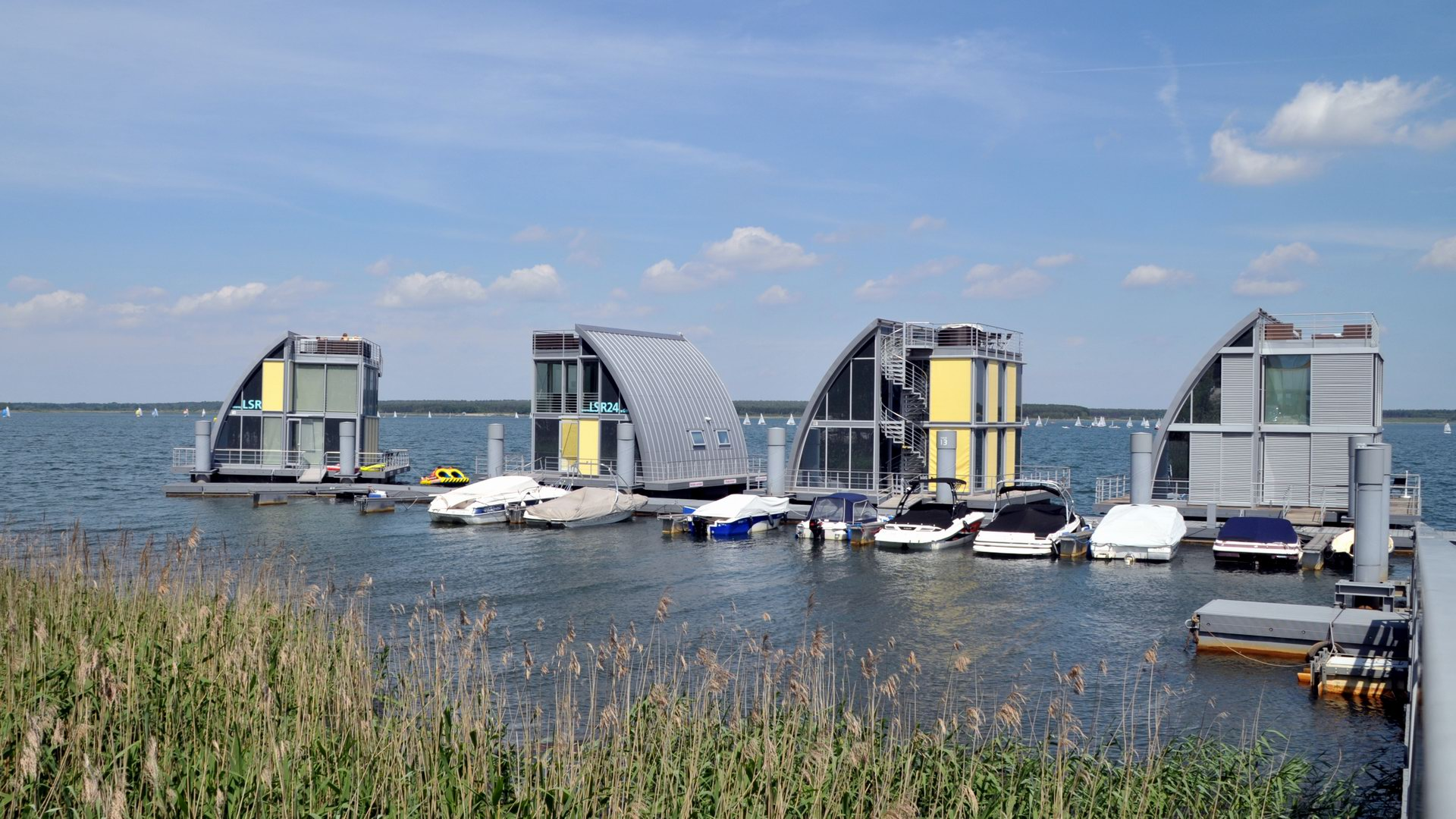
Aussicht auf den Geierswalder See

Im Gegensatz zu festen Häusern direkt am Wasser ist ein Schwimmhaus hochwassersicher. Um das Haus auch so sturmsicher wie ein Haus an Land zu machen, bedarf es allerdings je nach Standort einer soliden Verankerung. Das gilt umso mehr, je leichter das Haus und je ausgesetzter die Lage ist.
In Deutschland braucht jedes Schwimmhaus eine wasserrechtliche Genehmigung. Je nach Ausführung des Schwimmkörpers (z. B. Stahl oder Stahlbeton) muss die Schwimmfähigkeit in unterschiedlich großen Abständen neu nachgewiesen werden. Algenbewuchs, der den Strömungswiderstand erhöht, stellt im Gegensatz zu fahrenden Schiffen und Hausbooten kein Problem dar.
In Hamburg müssen schwimmende Häuser auf die Kurvengängigkeit in den Kanälen geprüft werden, um im Fall einer Havarie, zum Beispiel mit einem fahrenden Schiff, in ein Dock geschleppt werden zu können, und damit diese (eventuell auch erst nach der Entfernung von demontierbaren Aufbauten) unter Brücken hindurchpassen.
Bewohner schätzen die Aussicht aufs Wasser und den eigenen Bootsliegeplatz direkt am Haus.

## Rechtliche Grundlagen

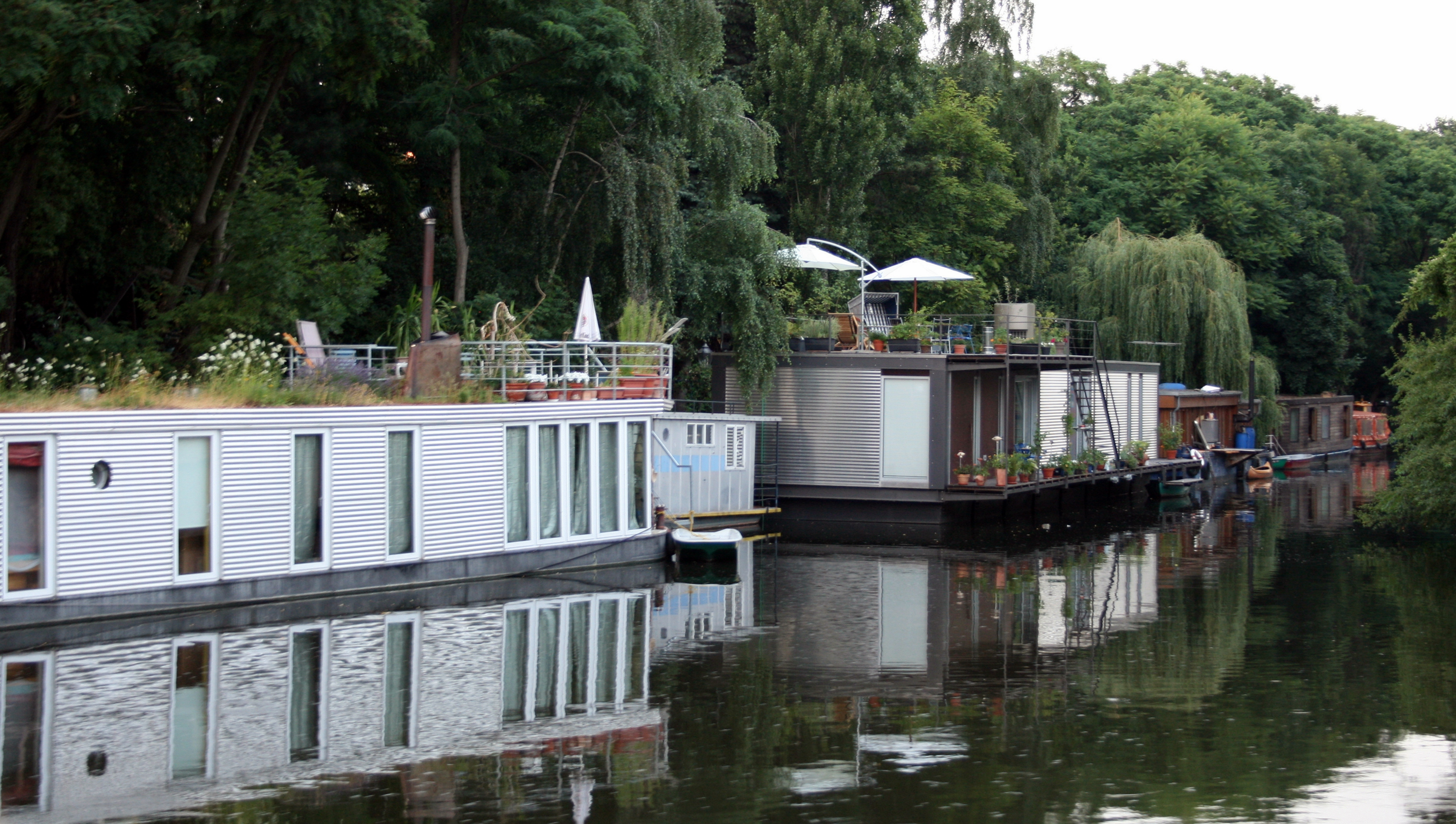
Liegeplätze auf dem Flutgraben des Landwehrkanals in Berlin

Es ist in Deutschland nicht erlaubt, ein Schwimmhaus nach Belieben auf Wasserflächen zu verankern, auf denen Schiffen und Sportbooten das Ankern erlaubt ist. Schwimmhäuser gelten als Lieger, benötigen eine wasserrechtliche Genehmigung und unterliegen lokal unterschiedlichen Regeln. Nach der Definition des §1.01 Nr. 11 der Binnenschifffahrtsstraßen-Ordnung (BinSchStrO) handelt es sich um eine „schwimmende Anlage“, welche in der Regel nicht zur Fortbewegung bestimmt ist.
Eine klare Definition, was als Schwimmhaus gilt, bieten die Hamburger Regeln. In diesem Genehmigungsleitfaden werden auf 42 Seiten alle Voraussetzungen erläutert, unter denen der Bau eines Schwimmhauses an einem Liegeplatz in der Hansestadt möglich ist.
Auch für Berlin gibt es ein Merkblatt der Wasser- und Schifffahrtsverwaltung des Bundes, das die rechtlichen Rahmenbedingungen für Schwimmhäuser definiert. Darin steht unter anderem: „Voraussetzung für das Betreiben eines Hausbootes ist das Vorliegen aller erforderlichen öffentlich-rechtlichen Genehmigungen und eines gültigen Nutzungsvertrages mit dem WSA (Wasser- und Schifffahrtsamt) Berlin. Alle dort genannten Auflagen und Bedingungen sind einzuhalten.“
Auf den Seen und Flüssen in Österreich sind Schwimmhäuser große Ausnahmen. In der Schweiz ist eine Bewilligung gar nicht möglich.

## Aktuelle Entwicklungen
Die Veränderungen durch die Verlagerung des Seefrachtverkehrs auf Container, der Rückgang der Kleinfischerei und die Fortschritte bei der Abrüstung lassen Hafengebiete, Industriegrundstücke am Wasser und Marinestützpunkte in deutschen Städten wieder für Wohn- und Freizeitnutzung frei werden.
Kommunen wie Hamburg erschließen diese frei werdenden Grundstücke für Projekte wie zum Beispiel die Hafencity. Neben Liegeplatzfeldern in Hamburg werden auch in Xanten, Leipzig, Schleswig, Laboe und Kröslin bei Peenemünde Bauplätze für Schwimmhäuser eingerichtet.
In den rekultivierten Braunkohlerevieren werden schwimmende Wohn- und Ferienhäuser, Marinas und Bootsreviere geschaffen. Die Politik unterstützt diese Veränderungen zum Beispiel durch die Heraufsetzung der Führerscheinfreiheit für Motorboote von fünf auf 15 PS zur Förderung des Bootstourismus im Osten Deutschlands.

## Auswirkungen des Klimawandels

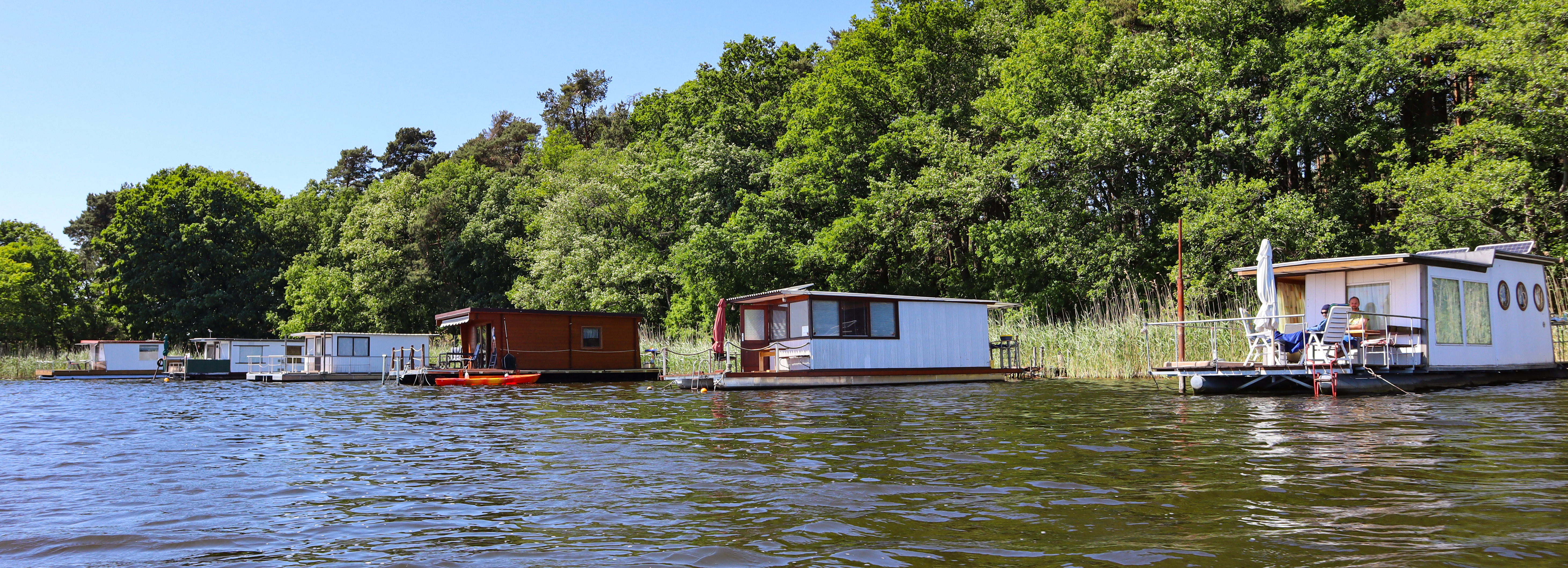
Schwimmhäuser Hohennauener-Ferchesarer See, Brandenburg

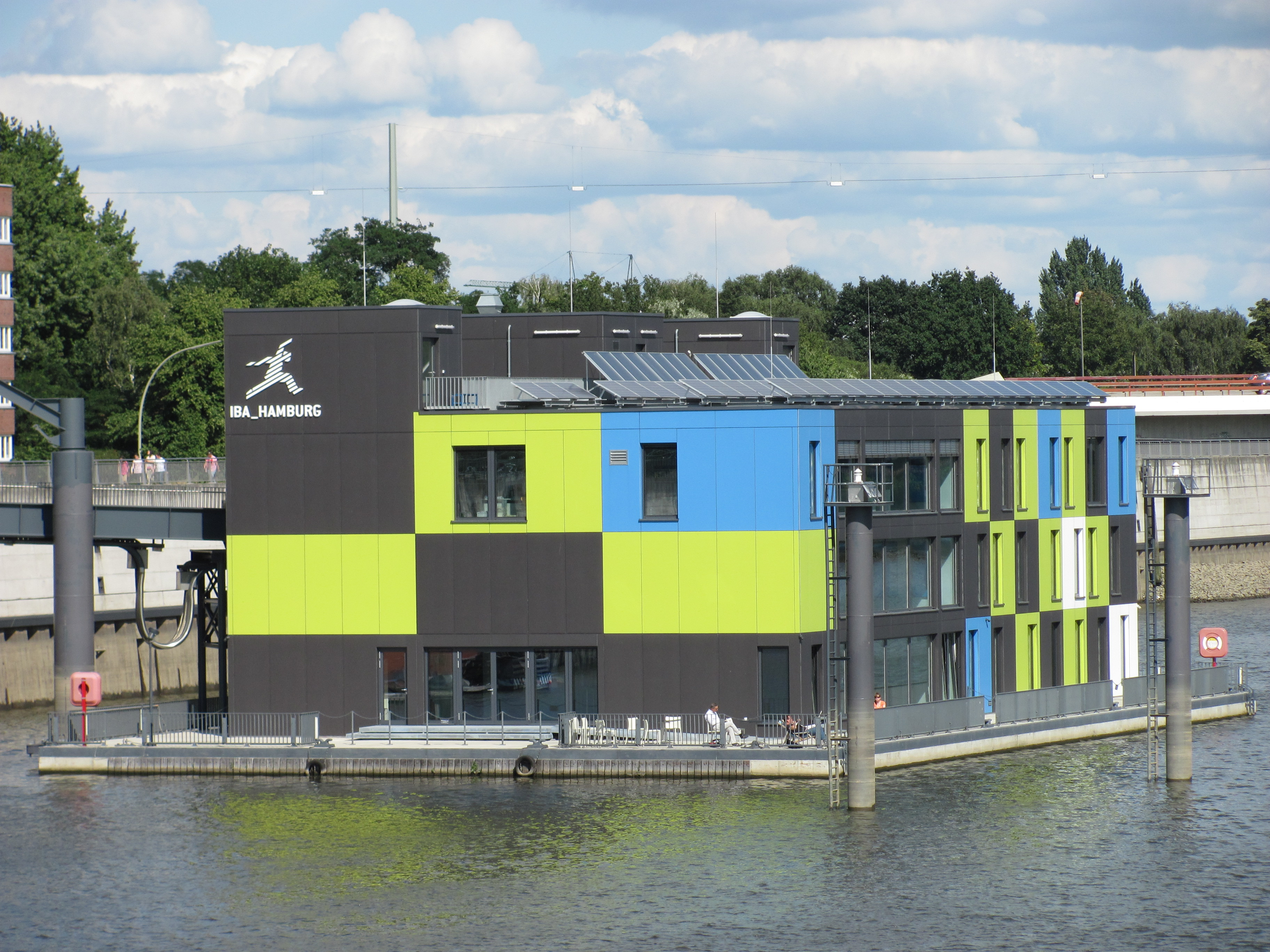
IBA-Dock, Bürogebäude in Hamburg

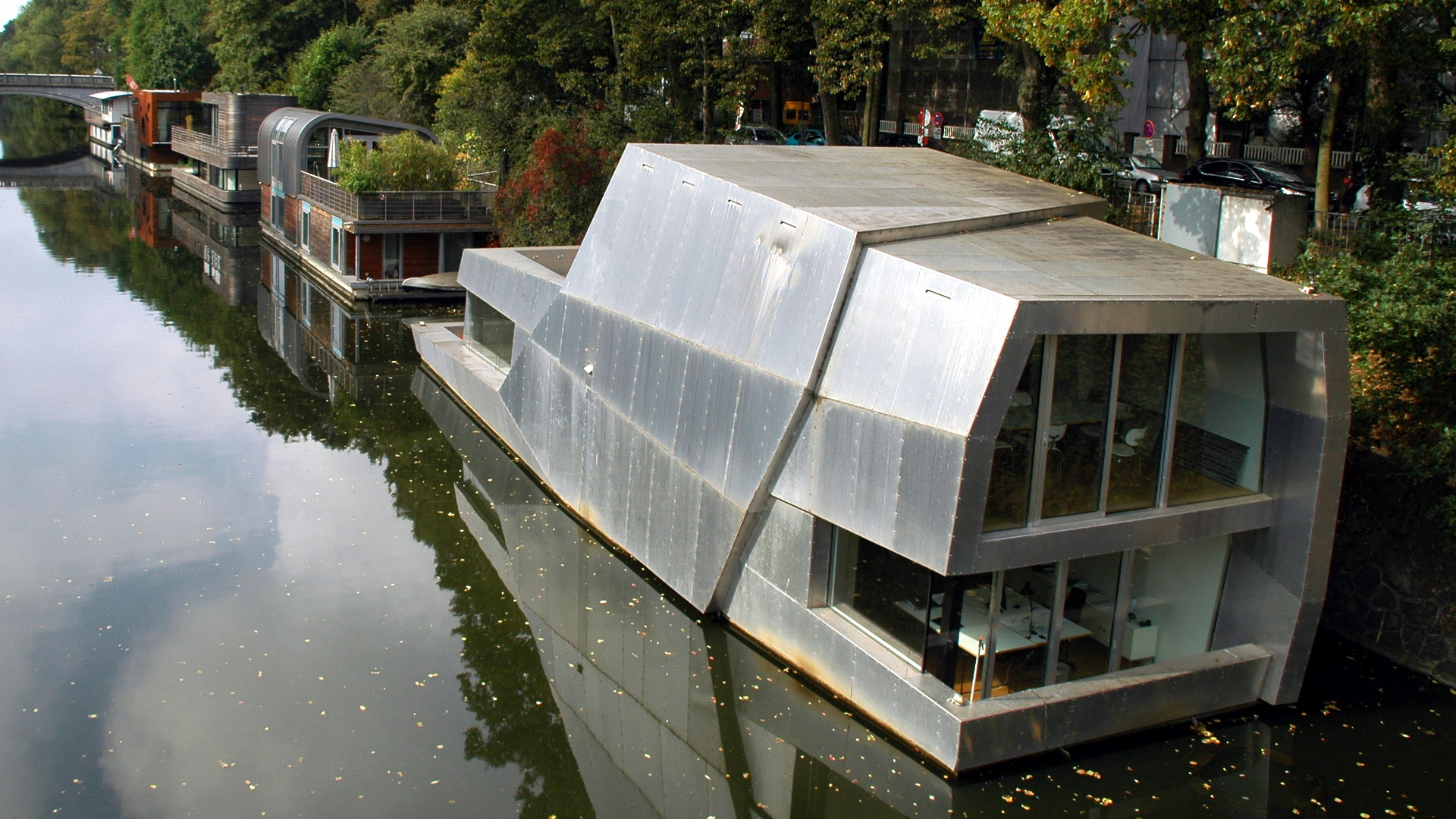
Liegeplatzfeld in Hamburg

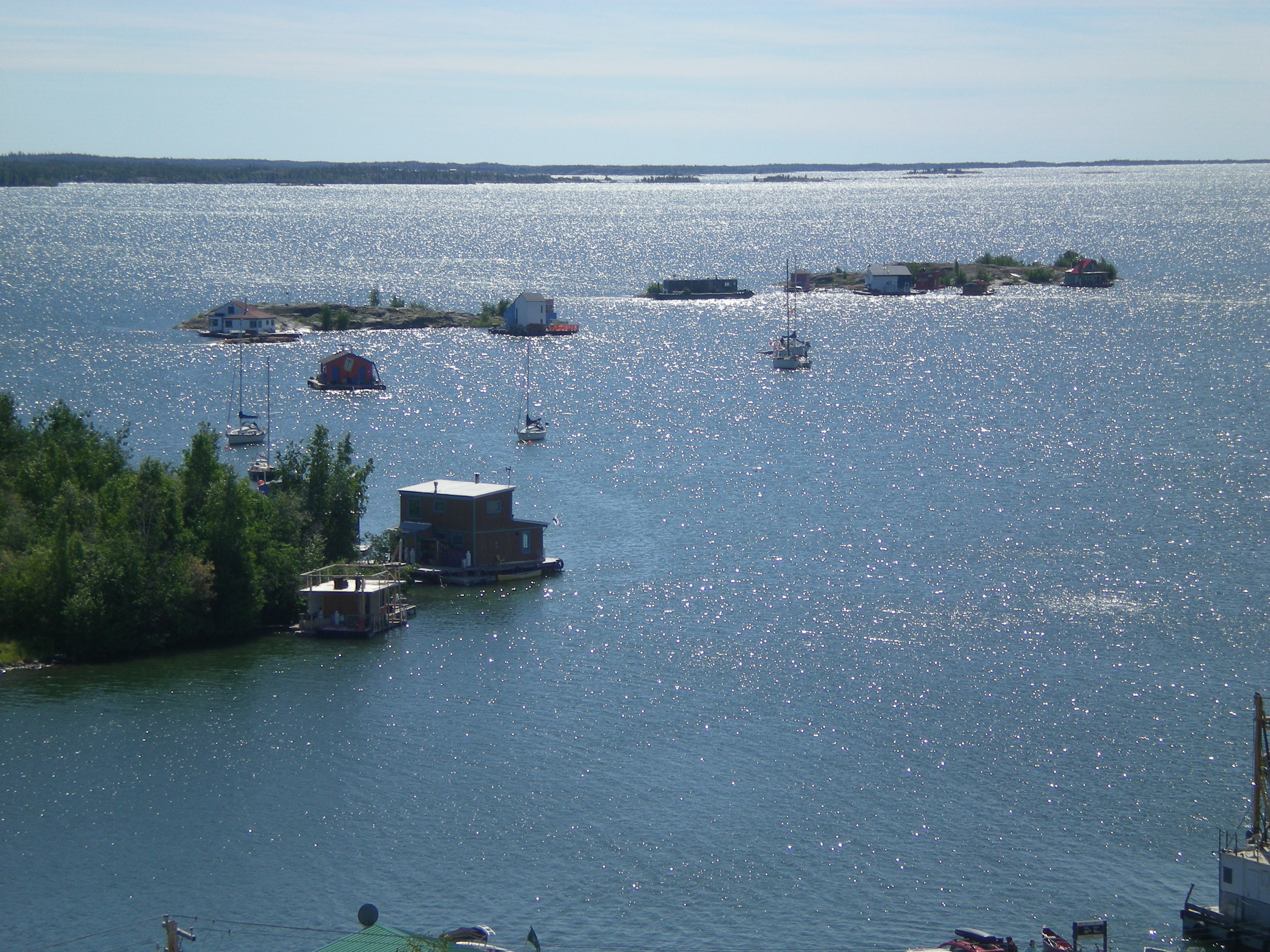
Wohnhäuser in Yellowknife in Kanada

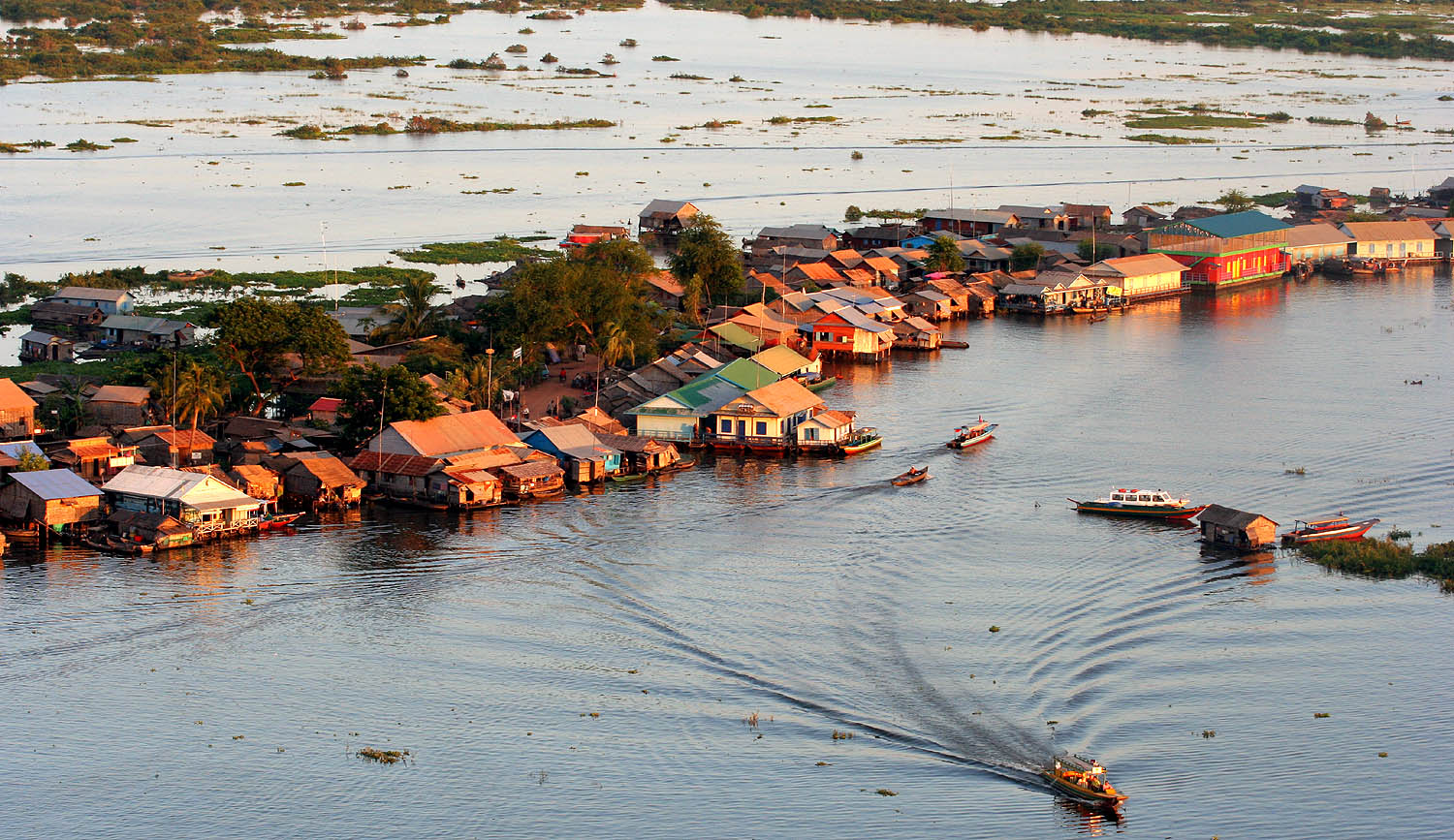
Schwimmendes Dorf auf dem See Tonle Sap bei Siem Reap in Kambodscha

Dass gegenwärtig eine Erhöhung der globalen Durchschnittstemperatur stattfindet, gilt als weitgehend unbestritten. Mit dem Klimawandel einher geht eine Erhöhung des Meeresspiegels sowie eine Häufung extremer Wettererscheinungen, sodass Menschen, die im Einflussbereich von Meer und Gezeiten leben, mit einer Zunahme von Flutereignissen rechnen müssen.
Amphibische Architektur bietet in Asien seit Jahrhunderten hochwassersicheren Wohnraum am Wasser und wird inzwischen auch von westlichen Stadtplanern auf den Internationalen Bauausstellungen in Hamburg (2000–2013) und dem Fürst-Pückler-Land (2000–2010) als eines der möglichen Lösungskonzepte für diese Herausforderung betrachtet.
In den Niederlanden wurden sowohl permanent schwimmende Wohnhäuser, als auch Häuser an Land auf schwimmfähigen Pontons gebaut, die bei einer Sturmflut aufschwimmen können. In deutschen Städten an Nord- und Ostsee sind schon schwimmende Häuser, wie zum Beispiel das 1.900 m² große Bürogebäude der IBA 2013 entstanden.
Planungsbehörden nutzen neuen Spielraum und können mit der Erschließung bisher aus Hochwasserschutzgründen gesperrter Gebiete zusätzliche Bauplätze zur Verfügung stellen. Städte wie Hamburg mit einem hohen Wasseranteil nutzen dieses Potential zum Beispiel durch die Ausweisung weiterer Liegeplatzfelder.